# نورال فیبرولیپوم
فیبرولیپوم نورال به انگلیسی: Neural Fibrolipoma، رشد بیش از حد بافت چربی فیبرو در امتداد تنه عصبی است که اغلب منجر به فشار به عصب می‌شود. این مشکل فقط در اندام‌ها اتفاق می‌افتند و اغلب بر عصب مدیان تأثیر می‌گذارد. فیبرولیپوم‌های نورال نادر هستند، بسیار کند رشد می‌کنند و منشأ آنها ناشناخته است. اعتقاد بر این است که فیبرولیپوم‌ها در واکنش به تروما شروع به رشد می‌کنند. فیبرولیپوم برخلاف سایر کیستهای زیر پوست، با هیچ نوع پوشش یا غلافی به دور خود احاطه نمی‌شود. این به این معنی است که این لیپومها لبه‌ها و حاشیه‌های کاملاً مشخصی ندارند. با این وجود، خوش‌خیم شناخته می‌شوند. فیبرولیپوم‌های نورال اغلب نسبت به سایر لیپومها هنگام معاینه، به صورت سفت‌تر و سخت‌تر لمس می‌شوند. در زیر پوست کمی متحرک هستند و با فشار جمع می‌شوند.

## تشخیص
فیبرولیپوم‌های نورال اغلب به صورت توده‌هایی در زیر پوست همراه با کاهش حس یا احساس درد در همان ناحیه تشخیص داده می‌شوند و اغلب با از دست دادن عملکرد حرکتی در دست همراه هستند. این لیپومها تقریباً منحصراً در افراد زیر ۳۰ سال یافت می‌شوند. این توده از بافت چربی فیبرو تشکیل شده‌است که شروع به دست‌اندازی به روی عصب می‌کند. اغلب برای کاهش فشار این توده‌ها، به جراحی نیاز است. برخی از اعصاب رایجی که تحت تأثیر قرار می‌گیرند عبارتند از عصب مدیان، اولنار، رادیال، پرینه و شبکهٔ براکیال. اغلب در حدود دو سوم موارد، ماکروداکتیلی رخ می‌دهد. گرفتن بیوپسی از توده ضروری نیست، زیرا به اندازه کافی متمایز هستند که بتوان آنها را فقط با تصویربرداری، مانند MRI، به‌طور قطعی تشخیص داد. با این حال، اگر بیوپسی گرفته شود، سلول‌های چربی بالغ فراوانی را نشان می‌دهد که توسط بافت همبند فیبری احاطه شده‌اند. فیبرولیپوم‌های عصبی اغلب با سندرم تونل کارپال همراه هستند، زیرا هر دوی آنها با عصب مدیان ارتباط دارند. برای تشخیص فیبرولیپوم عصبی، از علامت تینل و مانور فالن برای نشان دادن حساسیت و ناراحتی در عصب میانی استفاده می‌شود. این روش، در کنار تصویربرداری، می‌تواند به تشخیص دقیق این تودهٔ نادر بینجامد.

## درمان
برای برداشتن فیبرولیپوم نورال اغلب به جراحی نیاز است. جراح اغلب با توده مانند سندرم تونل کارپال برخورد می‌کند و تونل را آزاد می‌کند. این جراحی، با نورولیز و برداشتن قسمتی از فیبرولیپوم عصبی همراه می‌شود. در برخی موارد، شاید برداشتن کامل توده هم امکان‌پذیر باشد. در آن صورت جراح ابتدا با برداشتن فشار از روی عصب شروع می‌کند و سپس به جدا کردن تودهٔ چربی، که به راحتی قابل تشخیص است، می‌پردازد. از آنجا که عمل جراحی بسیار نزدیک به عصب مدیان انجام می‌گیرد، احتمال ایجاد اختلال موقت یا دائم در عملکرد حسی یا حرکتی وجود دارد، بنابراین درمان با جراحی همیشه پیشنهاد نمی‌شود.

## نام‌های دیگر[۷]
- هامارتوم لیپوفیبروماتوز عصبی
- هامارتوم فیبرولیپوماتوز عصب
- لیپوماتوز عصب
- فیبرولیپوماتوز عصب
- نورولیپوماتوز
- لیپوم
- ضایعه پوستی
- لیست بیماریهای پوستی